# كيزابييرا
كيزابييرا (بالبرتغالية: Quixabeira‏) بلدية في ولاية باهيا في المنطقة الشمالية الشرقية من البرازيل. يصل عدد سكانها إلى 10،045 نسمة، ولها حدود مباشرة مع خمس بلديات أخرى: جاكوبينا، كابيم جروسو، ساو جوزيه دو جاكويبي، وفارزيا دا روكا سيرولانديا.